# Cry Me a River (chanson de Justin Timberlake)
Vous lisez un « bon article » labellisé en 2012.
Pour les articles homonymes, voir Cry Me a River (homonymie).
Singles de Justin Timberlake
Like I Love You
(2002) Work It
(2003)
Cry Me a River est une chanson interprétée par le chanteur de pop américain Justin Timberlake issue de son premier album studio, Justified (2002). Le morceau sort en tant que second single de l'album le 25 novembre 2002. Ce titre signe le vrai début de la carrière de l'artiste. Cette chanson et son clip vidéo sont célèbres pour avoir mis en avant la rupture de Timberlake avec Britney Spears (le fait que le vidéoclip de la chanson mette en vedette un sosie de Britney a alimenté les rumeurs selon lesquelles elle aurait, de septembre 2001 à février 2002, trompé Justin avec Wade Robson, son chorégraphe). Elle est coécrite par Timothy Mosley et Scott Storch avec une production par Tim Mosley sous son nom de scène Timbaland. Cry Me a River est une ballade mélangeant pop et RnB, accompagnée de clavinets, de beatbox, de guitares, d'un synthétiseur et de chant grégorien. Globalement, le morceau parle d'un homme brisé qui refuse de revenir en arrière. En 2003, Britney Spears enregistre une réponse à la chanson intitulée Everytime extrait de son quatrième album studio, In the Zone.
Le single reçoit des critiques plutôt positives auprès des journalistes musicaux. La chanson permet à Timberlake d'obtenir le Grammy Award du meilleur chanteur pop à la 46e cérémonie des Grammy Awards. Cry Me a River est un succès commercial, atteignant le top 10 des classements musicaux dans plus de 10 pays à travers le monde. La chanson culmine aux États-Unis à la 3e place dans le Billboard Hot 100 ainsi que dans le Pop Songs. En outre, le single atteint le top dix en Allemagne, en Australie, en Belgique, en France, en Irlande et au Royaume-Uni. Il est certifié double disque de platine par la Australian Recording Industry Association (ARIA) et disque d'or par le syndicat national de l'édition phonographique (SNEP).
Le clip vidéo est réalisé par Francis Lawrence. Il met en scène l'interprète qui entre par effraction dans une maison d'où vient de sortir une jeune femme blonde (ressemblant à Britney Spears) avec un homme non identifié. Après sa publication, la chanteuse affirme que le clip est un vrai coup de pub. Les médias émettent l'hypothèse selon laquelle Britney Spears est l'inspiration de la vidéo, ce que Timberlake dément. Le clip est nommé cinq fois aux MTV Video Music Awards en 2003 et en remporte deux, pour la meilleure vidéo masculine et la meilleure vidéo pop.

## Genèse

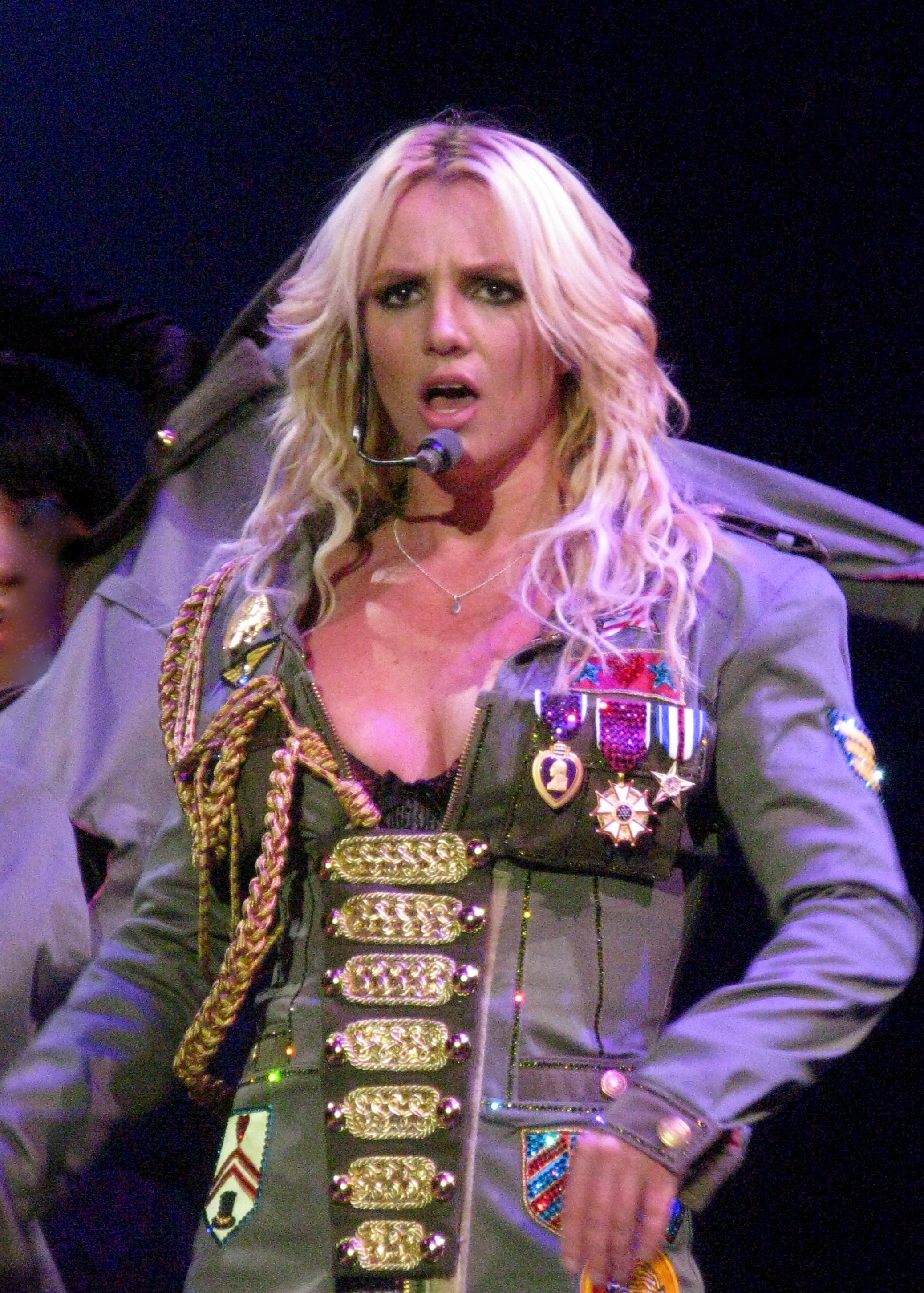
En décembre 2011, Timberlake admet que l'échec de sa relation avec la chanteuse Britney Spears lui a inspiré la chanson.

Cry Me a River est écrit par Timothy Mosley, Scott Storch et Timberlake. La production de la chanson est signée par Mosley sous son nom de scène Timbaland. Après des mois de spéculation, la relation entre Timberlake et la chanteuse américaine Britney Spears prend fin en 2002. À la suite de leur séparation, Timberlake commence la production de son premier album studio Justified, qui sort en novembre 2002. Le titre Cry Me a River est enregistré pour cet album et en est la cinquième piste. Pendant longtemps, en raison du contenu des paroles, la rumeur selon laquelle des détails de la relation entre les deux artistes étaient disséminés dans les paroles de la chanson circule. Justin a toujours nié le rapport entre son single et la fin de son idylle avec Spears.
Dans une interview sur MTV News, Timberlake clarifie les spéculations : « Je ne vais pas spécifiquement dire si n'importe quelle chanson est au sujet de quelqu'un. Je dirai qu'écrire quelques chansons sur le disque m'a aidé à faire face à un certain nombre de choses. Pour moi, les chansons sont des chansons. Elles peuvent provenir de choses qui vous sont arrivées personnellement ou qui pourraient vous arriver ». L'un des producteurs, Storch, tout en expliquant l'enregistrement de Cry Me a River, révèle qu'il était facile de travailler avec Timberlake dans le studio, car « il y avait un sens derrière [la chanson] ». Il salue en outre la voix de Justin sur la chanson et la compare avec le chanteur de rock américain Daryl Hall.
En décembre 2011, soit neuf ans après la sortie du morceau, le chanteur clarifie les rumeurs et admet qu'il a écrit Cry Me a River après avoir rompu avec Spears. Timberlake explique : « Je passais un appel téléphonique franchement pas joyeux et quand je suis entré dans le studio,  [Timbaland] a bien vu que j'étais en colère" ». Timbaland décrit la situation : « Je lui ai dit un truc du genre, « Mec, ne te prend pas la tête » et il m'a répondu, « Je n’arrive pas croire qu'elle ait pu me faire ça » (le tromper avec Robson ?) ». Selon lui, c'est au moment où Timberlake écrit « Tu étais mon soleil, tu étais ma terre », à savoir les paroles d'ouverture de la chanson,.
Cry Me a River est publié en tant que second single de l'album Justified, après le premier single de Timberlake nommé Like I Love You (2002). Il sort la première fois le 11 novembre 2002 en Europe par le label Jive Records. Il est par la suite diffusé sur les radios contemporaines américaines le 24 novembre 2002.  
Après la parution du single, les médias émettent l'hypothèse que Spears a écrit une réponse à Cry Me a River. Toutefois, elle nie les rumeurs, tout en expliquant : « Vous savez, c'est drôle. J'ai lu que j'avais écrit cette chanson et ces paroles, et ce n'est pas mon style. Je ne ferais jamais ça ». Malgré les démentis, une piste intitulée Everytime, qui figure sur le quatrième album studio de Britney Spears, In the Zone (2003), est écrite en grande partie comme une réponse à Cry Me a River selon Annet Artani, coauteur et ami de la chanteuse. Lorsqu'on lui demande si Everytime est au sujet de Timberlake lors d'une interview avec la journaliste américaine Diane Sawyer, Spears répond : « Je vais laisser la chanson parler d'elle-même ».

## Composition

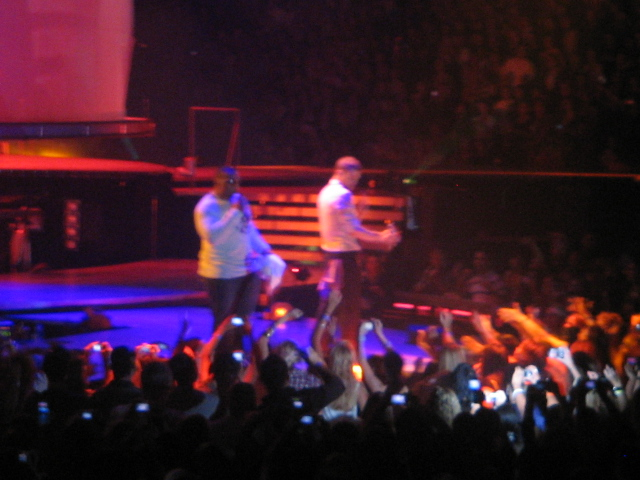
Justin Timberlake en concert aux côtés de Timbaland en 2007.

Cry Me a River est une ballade pop d'une durée de 4 minutes et 48 secondes, qui insère des éléments de RnB. Elle comporte du clavinet, de beatbox, de guitares, d'un synthétiseur et de chants grégoriens,,. Selon Alex Needham du journal britannique NME, Timberlake réussit à mélanger l'instrumentation « en quelque chose d'infiniment gracieux et mystérieux ». David Browne du magazine Entertainment Weekly trouve la chanson « hantée, d'un adieu douloureux ».
Cry Me a River est une chanson composée dans la tonalité de Sol dièse mineur avec une mesure en 4/4 et avec un tempo modérément lent de 74 battements par minute. La gamme vocale de Justin varie entre le Do3 et le Si4. Tyler Martin de Stylus Magazine conclut que « la chanson est composée d'un son étonnamment expérimental » mais se termine par un couplet de Timbaland, qu'il qualifie de « bizarre ».
Les paroles sont un « conte envoûtant d'un homme dont le cœur a été brisé et qui refuse de revenir en arrière ». Une critique du magazine américain Rolling Stone appelle la chanson une « aria de rupture ». Selon Caroline Sullivan du Guardian, Cry Me a River « se distingue par sa lente construction du sens du drame ». La chanson commence avec les paroles « You were my sun, you were my earth » (« Tu étais mon soleil, tu étais ma terre ») qui, selon Timbaland, sont l'inspiration de Timberlake pour l'écriture entière de la chanson,.
Le titre est produit par Timbaland et coproduit par Scott Storch. Cependant, ce dernier ne fut pas crédité comme producteur mais seulement comme joueur de clavinet et auteur. De là naîtra une rivalité entre les 2 producteurs par le biais, notamment, de diss songs (chansons de clash) qu'ils enregistreront tour à tour. Timbaland, dans son couplet de Give It to Me, chante : « I'm a real producer and you['re] just the piano man » (« Moi je suis un vrai producteur, toi t['es] juste un pianiste »).

## Accueil, récompenses et nominations
Cry Me a River reçoit des critiques plutôt positives auprès des journalistes musicaux. Selon Jane Stevenson de Jam!, le single se détache des autres pistes de l'album Justified. Sal Cinquemani de Slant Magazine déclare que « Cry Me a River [est] un adieu blessant (à Britney, peut-être ?), accompagné de beatbox et d'un arrangement vocal de Timberlake ». Les compétences lyriques de Timberlake sur la chanson sont saluées par B. Malcani de The Situation. Stephen Thomas Erlewine d'AllMusic sélectionne la piste en tant que Track Pick sur la chronique de l'album avec Rock Your Body, Like I Love You et Right for Me.
Denise Boyd, de BBC Music, note que les pistes de Justified qui sont produites par Timbaland sont « parfaitement » mixées mais ont un « style banal qui porte atteinte à l'originalité du reste de l'album ». Toutefois, selon lui, la chanson est une exception dans laquelle le contenu des paroles a un rôle plus important que la production elle-même. Ben Ratliff de Rolling Stone écrit également que les contributions de Timbaland sur l'album sont d'un niveau élevé, en particulier sur Cry Me a River. David Brown de Entertainment Weekly conclut que la chanson est « un véritable assommoir » dans le bon sens du terme. Selon Dave Donelly de Sputnikmusic, le single permet à Timberlake de s'exposer à un plus large public. John Mitchell de MTV News qualifie à la fois le titre et What Goes Around... Comes Around de « chansons pour dire adieu » et selon lui, la vengeance de Timberlake contre Spears est présente tout au long des paroles des deux chansons.
Le magazine Rolling Stone classe Cry Me a River à la vingtième position de la liste des 100 meilleures chansons des années 2000 et écrit que la véritable source d'inspiration derrière la chanson est la formation de l'équipe Timberlake-Timbaland. Ils placent également le single à la 484e position dans la liste des 500 plus grandes chansons de tous les temps. VH1 classe le titre à la 59e position de leur classement des 100 plus grandes chansons des années 2000.
Bill Lamb de About.com classe la chanson à la 5e place de sa liste des 100 meilleures chansons pop de 2003. Il place également le single à la 58e place de sa liste des 100 meilleures chansons pop des années 2000 et conclut que « de mauvaises relations peuvent parfois aboutir à une superbe chanson pop ». Le single permet au chanteur de remporter le Grammy Award du meilleur chanteur pop lors de la 46e cérémonie des Grammy Awards qui a lieu au Staples Center à Los Angeles en Californie le 8 février 2004. Il est également nommé pour la chanson de l'année aux MTV Europe Music Awards de 2003 mais perd face à Beyoncé Knowles et son titre Crazy in Love (2003).

## Performance dans les hit-parades
Le single atteint le top 10 des classements musicaux dans plus de dix pays à travers le monde. Aux États-Unis, la chanson fait ses débuts à la 44e position du Billboard Hot 100 le 21 décembre 2002. Après deux mois dans le classement, le single atteint le 1er février 2003 sa meilleure position en prenant la troisième place. La chanson devient ainsi le premier single de Timberlake à atteindre le top 3 dans les hit-parades. Elle commence dans le US Pop Songs à la 37e position le 14 décembre 2002 et atteint aussi la troisième place le 1er février 2003. Le 28 décembre 2002, Cry Me a River démarre dans le Hot R&B/Hip-Hop Songs à la 75e position et arrive le 8 mars 2003 à la 11e place, sa meilleure position. Il atteint également la deuxième place dans le Hot Dance Club Songs. En août 2003, le single remixé s'est vendu à plus de 61 000 exemplaires aux États-Unis.
En Australie, Cry Me a River débute directement à la seconde position le 9 mars 2003 pour redescendre à la 6e position la semaine suivante. Le morceau reste 12 semaines dans le classement pour en sortir le 25 juin 2003 à la 49e position. La chanson devient le premier single de Timberlake à être dans le top 3 du classement des singles en Australie. Le single est certifié double disque de platine par la Australian Recording Industry Association (ARIA) avec plus de 140 000 exemplaires vendus. Le single reste 11 semaines dans le classement des singles en Nouvelle-Zélande. Il débute à la 44e position le 9 mars 2003 pour arriver à sa meilleure position, la 11e, deux semaines plus tard.
En France, le morceau débute à la 14e position le 5 avril 2003. Il atteint sa meilleure position le 26 avril 2003, la sixième et restera pendant 21 semaines dans le classement. La chanson devient le premier single de Timberlake à figurer dans le top 10 du classement des singles en France. Le single est certifié disque d'or par le syndicat national de l'édition phonographique (SNEP) avec plus de 250 000 exemplaires vendus. Au Royaume-Uni, Cry Me a River fait ses débuts à la seconde position le 15 février 2003. La semaine suivante, il se positionne à la troisième place pour revenir à la seconde le 1er mars 2003. La chanson reste 13 semaines dans le classement et se vend à plus de 265 000 copies,.

## Clip vidéo

### Développement

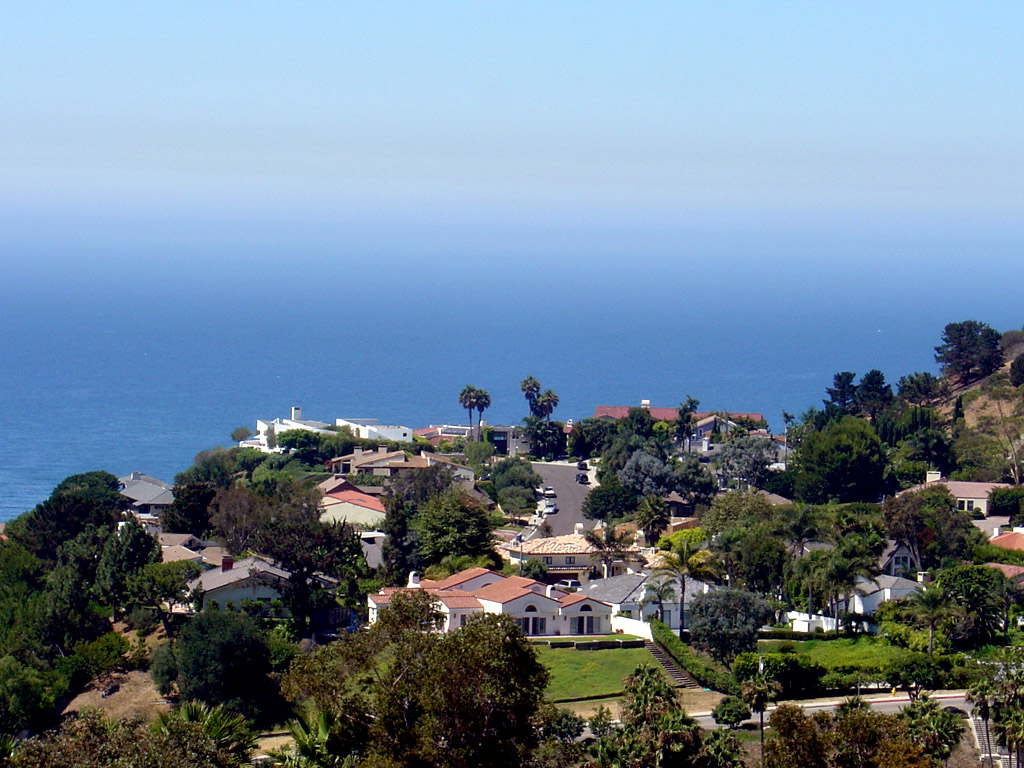
Le clip vidéo est tourné dans une maison située à Malibu, en Californie.

Le clip de Cry Me a River est réalisé par Francis Lawrence pendant la semaine du 29 octobre 2002 à Malibu en Californie. Lawrence a déjà réalisé de nombreux clips pour des artistes comme Jennifer Lopez, Green Day ou encore Shakira. Le concept du clip est créé par Lawrence lui-même, qui, dans une interview accordée à MTV News déclare, « [Moi et Justin] avons eu une conversation au téléphone, il voulait avoir un peu de danse [dans le clip] tout en gardant les lignes de mon projet. Il m'a parlé du thème de la chanson [de façon générale]. Il a juste dit que c'était une chanson pour dire adieu, je suis alors venu avec mon idée et il est allé dans mon sens ». Lawrence explique qu'il a également ajouté quelques détails dans la vidéo, comme une référence au tatouage de Spears apprécié par Timberlake. Lawrence révèle également que les dirigeants de Jive Records étaient nerveux au sujet de certaines scènes dans la vidéo, telles que Timberlake représenté par un voyeur ou lorsqu'il est représenté sur le lit avec une fille. « C'est la chose que j'ai aimé le plus dans ce projet. [...] Se cacher autour de la maison sous la pluie, en jetant une pierre à travers la fenêtre, d'être un voyeur, se venger et de faire des trucs, ce n'est pas vraiment ce que fait un bon gars ». Le clip de Cry Me a River est disponible numériquement dès le 28 avril 2003 sur iTunes. Le clip de Rock This Party (Everybody Dance Now) de Bob Sinclar reprend quelques passages du clip de Cry Me a River, en particulier les moments où Justin déambule dans la maison en faisant des sauts.

### Synopsis
Le clip, qui débute sous une pluie diluvienne, met en scène une femme blonde jouée par l'actrice Lauren Hastings (portrait prétendu de Britney Spears) sortant de sa maison main dans la main avec un homme non identifié. Près de la maison, une Mercedes noire observe le couple s'en aller dans une Porsche argentée. Le couplet de Timberlake débute lorsqu'il baisse la vitre de la Mercedes. Justin Timberlake entre alors par effraction dans la maison en jetant une pierre à travers une fenêtre. Il déambule tranquillement à l'intérieur (en faisant quelques sauts relevant du fantastique) et fouille quelques tiroirs. Il prend une caméra. Parallèlement, son ami Timbaland, resté devant la maison dans la voiture, envoie une jeune femme brune le rejoindre. De manière programmée, Justin et la femme brune filment leur baiser sur le lit. La jeune femme blonde revient. Justin l'observe pendant qu'elle prend une douche. Lorsqu'elle en sort, ayant ressenti une présence, elle court dans sa chambre et voit la vidéo du baiser en boucle sur sa télévision.

### Accueil et récompenses
À la suite de la publication de la vidéo musicale, le magazine de presse people Us Weekly publie un article intitulé Britney Vs. Justin: The War Is On. Timberlake, qui a toujours nié les allégations explique : « La vidéo n'est pas à son sujet. La vidéo est à propos de moi ». Cependant, dans une interview en octobre 2003 avec Spears pour le magazine Rolling Stone, elle révèle qu'elle a reçu un appel de Timberlake disant qu'il aurait voulu revenir avec elle et a astucieusement ajouté : « Ne vous inquiétez pas à ce sujet. Ce [le clip] n'est pas une grosse affaire ». Spears, qui n'avait pas encore regardé la vidéo, est devenue furieuse après l'avoir vue. Lorsque, plus tard, elle lui demanda pourquoi il avait fait un clip à son sujet, il répond, selon Spears : « Eh bien, j'ai eu une vidéo controversée ». Elle reconnaît que c’était un énorme coup de publicité en commentant : « Alors, il a obtenu ce qu'il voulait. Je pense que cela ressemble à une tentative désespérée, personnellement ». Après la sortie du clip vidéo de Toxic (2003), Jennifer Vineyard de MTV News déclare que le clip de « Cry Me a River ressemble à un jeu d'enfant ».
Lors des MTV Video Music Awards 2003 qui ont lieu au Radio City Music Hall de New York, le clip de Cry Me a River est nommé dans cinq catégories différentes : vidéo de l'année, meilleure vidéo masculine, meilleure vidéo pop, meilleure réalisation et choix des téléspectateurs. Le clip remporte finalement les prix pour la meilleure vidéo masculine et la meilleure vidéo pop.

## Interprétations en direct et reprises

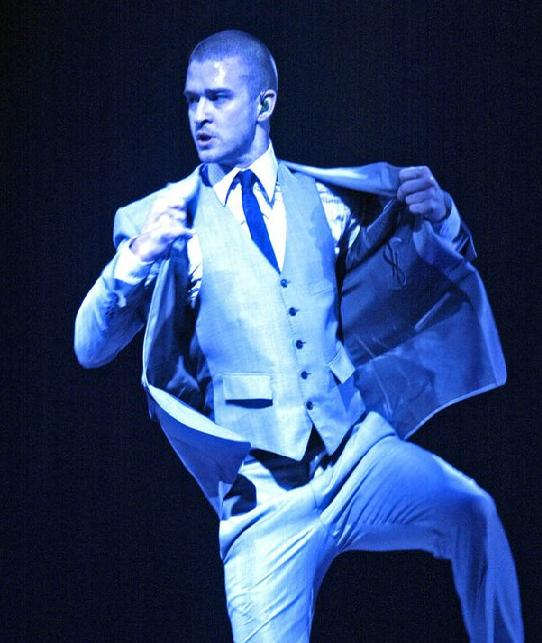
Timberlake lors de sa tournée mondiale FutureSex/LoveShow à Saint-Paul au Minnesota.

Timberlake interprète Cry Me a River pour la première fois lors de la 13e édition annuelle des Billboard Music Awards, qui s'est tenue le 9 décembre 2002 à la Grand Garden Arena à Las Vegas au Nevada. Lors de cette performance, une section de cordes et un chœur de 20 membres accompagnent Timberlake au cours de la chanson. Timberlake interprète également la chanson lors de sa première tournée mondiale, Justified and Lovin' It Live (2003-2004). La chanson est la huitième piste de la programmation de la tournée mondiale avec la chanteuse Christina Aguilera, Justified & Stripped Tour (2003). Timberlake interprète Cry Me a River le 17 juin 2003 lors d'un concert promotionnel tenu au House of Blues à West Hollywood en Californie. En 2007, il entame sa seconde tournée mondiale FutureSex/LoveShow pour continuer à promouvoir son deuxième album studio FutureSex/LoveSounds (2006). Cry Me a River est la quatorzième piste programmée. Le 23 octobre 2010, le chanteur l'interprète à un concert de charité nommé Justin Timberlake and Friends tenu à Las Vegas.
La chanteuse de country américaine Taylor Swift effectue une reprise de Cry Me a River au cours de sa deuxième tournée Speak Now World Tour (2011-2012) à Memphis au Tennessee. Le chanteur canadien Justin Bieber enregistre une reprise de la chanson et l'a publié sur son compte YouTube. Le groupe de rock canadien The Cliks enregistre également une reprise de Cry Me a River sur leur album studio Snakehouse (2007). Le chanteur du groupe, Lucas Silveira, explique pourquoi il a décidé de la reprendre : « Je vivais une situation dans ma vie où je venais tout juste de sortir d'une relation à long terme. J'ai vraiment eu des liens avec cette chanson ». Enfin, la chanteuse britannique Leona Lewis reprend Cry Me a River au cours de sa première tournée, The Labyrinth (2010). Enfin, le groupe rock gallois Lostprophets en a également effectué une reprise.
En novembre 2018, la chanteuse espagnole Rosalía reprend la chanson sous le titre de Bagdad sur son album El mal querer.
En 2020, lors de la sortie de son album Le Fléau, le rappeur franco-congolais Gims se serait inspiré de la mélodie de la chanson pour son morceau Dans ma tête, en featuring avec Jaekers.

## Liste des pistes
| - 12" maxi single en Europe A1. Cry Me a River (Dirty Vegas Vocal Mix) – 8:11 A2. Cry Me a River (Dirty Vegas Dub) – 7:39 B1. Cry Me a River (Johny Fiasco's Electric Karma Mix) – 7:51 B2. Cry Me a River (Bill Hamel Vocal Remix) – 7:43 - CD single en Allemagne 1. Cry Me a River – 4:48 2. Cry Me a River (Dirty Vegas Vocal Mix) – 8:11 3. Cry Me a River (Bill Hamel Vocal Remix) – 7:43 4. Like I Love You (Basement Jaxx Vocal Mix) – 6:04 - CD single au Royaume-Uni 1. Cry Me a River – 4:48 2. Cry Me a River (Dirty Vegas Vocal Mix) – 8:11 3. Cry Me a River (Bill Hamel Vocal Remix) – 7:43 | - CD single au Canada, en France 1. Cry Me a River (Johny Fiasco mix) – 7:55 2. Like I Love You (Basement Jaxx Vocal Mix) – 6:04 3. Like I Love You (Deep Dish Zigzag Remix) – 9:40 - CD single aux États-Unis 1. Cry Me a River – 4:48 2. Cry Me a River (Instrumentale) – 4:47 3. Cry Me a River (Dirty Vegas Vocal Mix) – 8:11 4. Cry Me a River (Junior's Vasquez Earth Club Mix) – 6:43 5. Like I Love You (Basement Jaxx Vocal Mix) – 6:04 6. Like I Love You (Deep Dish Zigzag Remix) – 9:40 |

## Crédits et personnels
| - Enregistrement – Westlake Recording Studios, Los Angeles, Californie - Lieu du mixage – Manhattan Center Studios, New York City, New York - Auteur-compositeur – Tim Mosley, Scott Storch, Justin Timberlake - Réalisateur artistique – Timbaland - Ingénieur du son – Senator Jimmy D - Assistant ingénieur – Carlos « Storm » Martinez - Mixage audio – Jimmy Douglass, Timbaland | - Assistant mixage audio – Steamy - Choriste – Justin Timberlake, Timbaland, Marsha Ambroise, Tyrone Tribbett, Greater Anointing - Clavinet – Scott Storch - Guitar – Bill Pettaway - Arrangement vocal – Justin Timberlake |

Crédits extraits du livret de l'album Justified, Jive Records.

## Classements et certifications
| Classement (2002-2003)                  | Meilleure position |
| --------------------------------------- | ------------------ |
| Allemagne (Media Control AG)            | 13                 |
| Australie (ARIA)                        | 2                  |
| Autriche (Ö3 Austria Top 40)            | 29                 |
| Belgique (Flandre Ultratop 50 Singles)  | 7                  |
| Belgique (Wallonie Ultratop 50 Singles) | 5                  |
| Danemark (Tracklisten)                  | 11                 |
| États-Unis (Hot 100)                    | 3                  |
| États-Unis (Dance Club Songs)           | 2                  |
| États-Unis (R&B/Hip-Hop Songs)          | 11                 |
| États-Unis (Pop Airplay)                | 3                  |
| Finlande (Suomen virallinen lista)      | 19                 |
| France (SNEP)                           | 6                  |
| Irlande (IRMA)                          | 6                  |
| Italie (FIMI)                           | 14                 |
| Pays-Bas (Single Top 100)               | 6                  |
| Nouvelle-Zélande (RMNZ)                 | 11                 |
| Norvège (VG-lista)                      | 10                 |
| Royaume-Uni (UK Singles Chart)          | 2                  |
| Royaume-Uni (UK R&B Chart)              | 1                  |
| Suède (Sverigetopplistan)               | 10                 |
| Suisse (Schweizer Hitparade)            | 20                 |

| Classement (2003)   | Position |
| ------------------- | -------- |
| Allemagne           | 138      |
| Australie           | 54       |
| Belgique (Flandre)  | 60       |
| Belgique (Wallonie) | 33       |
| États-Unis          | 30       |
| France              | 50       |
| Pays-Bas            | 61       |

| Pays              | Certifications | Ventes  |
| ----------------- | -------------- | ------- |
| Allemagne (BVMI)  | Or             | 250 000 |
| Australie (ARIA)  | 2 × Platine    | 140 000 |
| Danemark (IFPI)   | Or             | 15 000  |
| France (SNEP)     | Or             | 250 000 |
| Italie (FIMI)     | Or             | 25 000  |
| Royaume-Uni (BPI) | Platine        | 600 000 |

## Historique de sortie
| Région      | Date             | Format                      | Label        |
| ----------- | ---------------- | --------------------------- | ------------ |
| Europe      | 11 novembre 2002 | 12" single                  | Jive Records |
| États-Unis  | 24 novembre 2002 | Diffusion radio             | Jive Records |
| Monde       | 23 décembre 2002 | 12" single                  | Jive Records |
| France      | 23 décembre 2002 | 12" single, cassette single | RCA Records  |
| Allemagne   | 27 janvier 2003  | CD single                   | RCA Records  |
| Royaume-Uni | 3 février 2003   | CD single                   | RCA Records  |
| Canada      | 6 février 2003   | CD single                   | Jive Records |
| États-Unis  | 18 février 2003  | CD single                   | Jive Records |